# El meu amic pony
El meu amic pony (originalment en francès, Poly) és una pel·lícula francesa estrenada l'any 2020 i dirigida per Nicolas Vanier basada en la sèrie de llibres homònima de Cécile Aubry. S'ha doblat al valencià; també s'ha subtitulat al català central.

## Sinopsi
La Cécile, una nena de deu anys, es muda a les Cevenes, amb la seva mare Louise. Allà, intenta acostumar-se a aquesta nova vida i als seus nous companys. L'arribada d'un circ trastocarà el seu dia a dia: entre els animals de l'espectacle hi ha un petit poni, en Poly, maltractat pel director Brancalou. Ella decideix salvar-lo a qualsevol preu.

## Repartiment
- Julie Gayet: Louise
- François Cluzet: Victor
- Patrick Timsit: Brancalou
- Elisa de Lambert: Cécile
- Orian Castano: Pablo
- Anne-Marie Pisani: senyora Gina
- Gérard Dubouche: l'alcalde
- Mathilde Dromard: Colette
- Luc Palun i Jean-Jérôme Esposito: els policies